# Unterstützungskommando 3

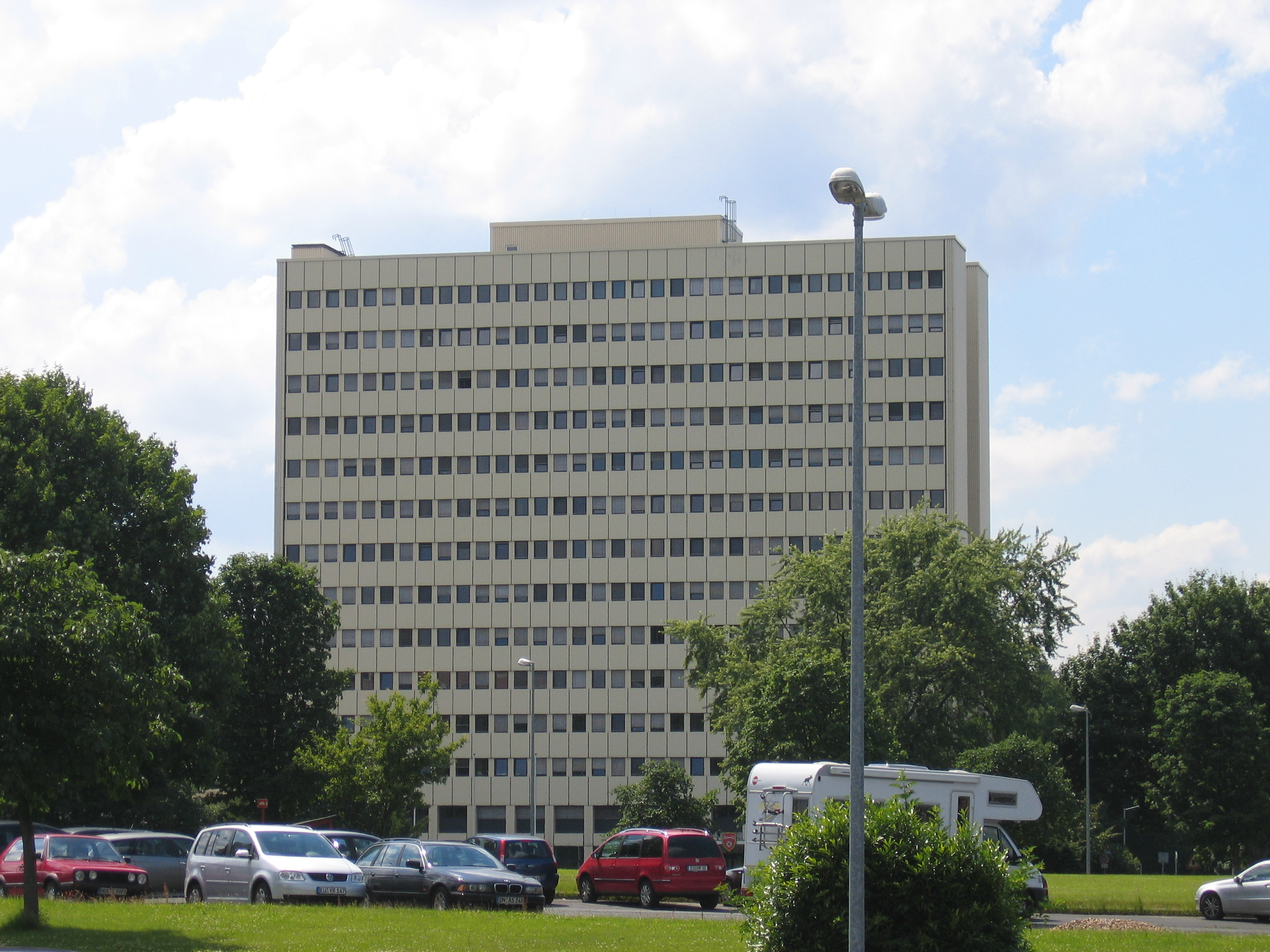
Standort war die Konrad-Adenauer-Kaserne in Köln-Raderthal

Das Unterstützungskommando 3 war ein Unterstützungskommando des Heeres der Bundeswehr in der Kölner Konrad-Adenauer-Kaserne.
Der Großverband wurde 1986 ausgeplant und 1994 aufgelöst. Das Unterstützungskommando unterstand dem Befehlshaber im Wehrbereich III. Hauptaufgabe war die Unterstützung der US-amerikanischen Streitkräfte bei der Mobilmachung im Rahmen des Wartime Host Nation Support (WHNS).

## Auftrag
Hauptaufgabe des Unterstützungskommandos 3 war die Erfüllung der Pflichten aus dem WHNS-Vertrag zwischen der Bundesrepublik Deutschland und den Vereinigten Staaten im Wehrbereich III. Konkret war die Unterstützung des III. US-amerikanischen Korps und ggf. weiterer (insbesondere kanadischer) aus Übersee herangeführter NATO-Reserven bei der Mobilmachung im Rahmen des Rapid Reinforcement Concept und bei der Aufrechterhaltung der Operationsfreiheit im Westen des Operationsgebietes der Northern Army Group Hauptziel des Unterstützungskommandos. Dazu arbeitete das Unterstützungskommando mit dem 13th Corps Support Command (COSCOM) der amerikanischen Streitkräfte in Fort Hood zusammen. Das III. US-amerikanische Korps betrieb dazu in Maastricht (NL) ein vorgeschobenes Hauptquartier in Europa. Der „Schwesterverband“ war das Unterstützungskommando 7, das das einzige weitere Unterstützungskommando im Bereich der Northern Army Group war.
Das Unterstützungskommando leistete Unterstützung beim Betrieb einer Vielzahl Depots in Westdeutschland und im unmittelbar angrenzenden Ausland, in denen alliiertes Wehrmaterial wie Fahrzeuge, Waffen und Munition bis zum Eintreffen der aus Übersee herangeführten Truppen eingelagert war. Das Unterstützungskommando unterstützte bei der Sicherung der Depots und  bei der Wartung des eingelagerten Wehrmaterials. Die Begleitbatterien schützten auch vor dem Hintergrund der nuklearen Teilhabe die US-amerikanische Sondermunition. Kern des Unterstützungskommandos waren die Logistikverbände, die im Fall der Mobilmachung die herangeführten Truppen und das Wehrmaterial aus den Depots in die von deutscher Seite eingerichteten Mobilmachungsstützpunkte oder Verfügungsräume transportieren sollten und dort und den Nachschub mit Munition, Betriebsstoffen und anderem Material zur Herstellung der Kampfbereitschaft sichern sollten. Bei Übungen wie REFORGER wurde regelmäßig die Verlegung nach Europa, die Zusammenarbeit zwischen deutschen und verbündeten Streitkräften und die schnelle Herstellung der Kampfbereitschaft in Deutschland geübt.
Das Unterstützungskommando bestand wie die meisten Truppenteile des Territorialheers im Frieden nur aus rund 250 aktiven Soldaten und Zivilisten. Erst im Verteidigungsfall wäre das Unterstützungskommando durch die Einberufung von Reservisten, der Mobilmachung von eingelagertem Wehrmaterial und die Einberufung von zivilen Fahrzeugen zu seiner vollen Sollstärke von 8429 Soldaten aufgewachsen, die etwa der Personalstärke von zwei Brigaden entsprach.

## Geschichte

### Aufstellung
Am 14. Januar 1986 wurde das Unterstützungskommando 3 zur Erfüllung der sich für Deutschland aus dem WHNS-Vertrag ergebenden Pflichten als eines der sechs Unterstützungskommandos ausgeplant. Das Unterstützungskommando 3 wurde dem Wehrbereichskommando III in Düsseldorf unterstellt. Es war somit Teil des Territorialheeres. Unmittelbarer Vorgänger des Unterstützungskommando 3 war das Unterstützungskommandos WHNS, das bereits am 1. Oktober 1983 beim Kölner Heeresamt zur Vorbereitung der Aufstellung der Truppenteile im Rahmen des WHNS-Programms aufgestellt worden war und das wiederum seine Keimzelle am 11. Januar 1982 beim Heeresamt aufgestellten Planungsstab WHNS hatte.

### Auflösung
Durch die Entspannung der Sicherheitslage nach Ende des Kalten Krieges und Lockerung der NATO-Kommandostruktur in Europa wurde das Unterstützungskommando 3 wurde durch Organisationsbefehl Nr. 549 / 94 (H) vom 11. Oktober 1993 zum 31. März 1994 zur Umsetzung der Heeresstruktur V aufgelöst.
Nach Auslaufen des WHNS-Programms wird die Unterstützung der NATO- oder anderer befreundeter Streitkräfte heute im Wesentlichen im Rahmen des Host Nation Support (HNS) durch das Kommando Territoriale Aufgaben der Bundeswehr koordiniert.

## Gliederung
Um 1989 befand sich das Unterstützungskommando noch in der Aufstellung. Es gliedert sich um 1989 in:
- Stab/Stabskompanie Unterstützungskommando 3 (teilaktiv), Köln
  -  Versorgungskompanie 4301 (GerEinh), Menden (1989 teilaufgestellt)
  -  Sicherungskompanie 4301 (GerEinh), Selm (geplant aber nicht errichtet: Reken, 1989 teilaufgestellt)
  -  Begleitbatterie 4301 (GerEinh), Hasbergen
  -  Begleitbatterie 4302 (GerEinh), Münster (1989 teilaufgestellt)
  -  Krankentransportbataillon 431 (GerEinh), Dülmen
  -  Nachschubbataillon (Munition) 431 (GerEinh), Ochtrup (1989 teilaufgestellt)
  -  Nachschubbataillon (Munition) 432 (GerEinh), Münster (1989 teilaufgestellt)
  -  Nachschubbataillon (Betriebsstoff) 433 (GerEinh), Selm (geplant aber nicht errichtet: Reken, 1989 teilaufgestellt)
  -  Transportbataillon 431 (GerEinh), Münster (1989 teilaufgestellt)
  -  Transportbataillon 432 (GerEinh), Münster
  -  Transportbataillon 433 (GerEinh), Ochtrup
  -  Transportbataillon 434 (GerEinh) Selm (geplant aber nicht errichtet: Reken, 1989 teilaufgestellt)
  -  Feldersatzbataillon 431 (GerEinh), Menden (1988 teilaufgestellt)
  -  Nachschubausbildungszentrum 3/1, Borken
  -  ABC-Abwehrausbildungszentrum 3/2, Euskirchen
  -  Sanitätsausbildungszentrum 3/3, Osnabrück (1988 aufgestellt)

## Verbandsabzeichen

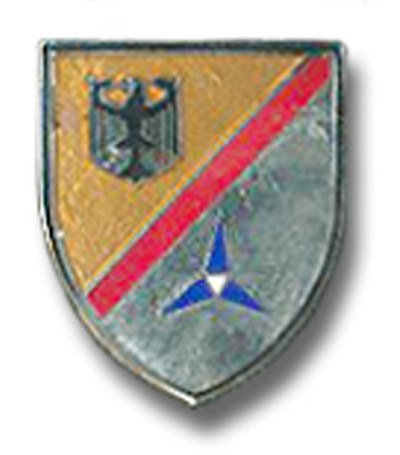
Internes Verbandsabzeichen des Stabes/Stabskompanie

Das Unterstützungskommando führte aufgrund seiner Ausplanung als überwiegend nicht aktiver Truppenteil kein eigenes Verbandsabzeichen. Die wenigen aktiven Soldaten trugen daher das Verbandsabzeichen des übergeordneten Wehrbereichskommandos.
Als „Abzeichen“ wurde daher unpräzise manchmal das interne Verbandsabzeichen des Stabes und der Stabskompanie „pars pro toto“ für den gesamten Großverband genutzt. Es zeigte im Wesentlichen den Bundesadler wie im Wappen Deutschlands bzw. wie im Verbandsabzeichen des Wehrbereichskommandos III und das Schulterabzeichen des III. US-amerikanischen Korps.